# Isabel de Parma
Isabel de Parma (em espanhol: Isabel María Luisa Antonieta Fernanda Josefa Javiera Doménica Juana de Borbón; Madrid, 31 de dezembro de 1741 – Viena, 27 de novembro de 1763) foi a primeira esposa do arquiduque José da Áustria, futuro Sacro Imperador Romano José II. Era filha de Filipe, Duque de Parma e Luísa Isabel da França. Ela ficou conhecida por seu relacionamento lésbico com a cunhada Maria Cristina, Duquesa de Teschen.
Nascida uma infanta da Espanha, tornou-se princesa de Parma quando da ascensão de seu pai como Duque de Parma, na sequência do Tratado de Aix-la-Chapelle de 1748. Era neta paterna do rei Filipe V da Espanha e materna do rei Luís XV da França, ambos da Casa de Bourbon. Seu pai foi o fundador da Casa de Bourbon-Parma, um ramo cadete dos Bourbons espanhóis. Na Espanha era conhecida como Isabel, na França como Isabelle e, depois, na Itália e Áustria, passou a ser conhecida como Isabella.
Uma pensadora do Iluminismo, ela foi uma escritora prolífica e dezenove obras escritas durante os três anos de seu casamento, algumas delas inacabadas, foram preservadas. Nelas, ela discutiu filosofia, religião, ética, política, diplomacia, teoria militar, comércio mundial, educação e criação de filhos, cultura e sociedades humanas e a posição das mulheres. Em seus escritos, mantidos em segredo, ela defendeu a igualdade intelectual das mulheres. Nenhum de seus escritos foi publicado em sua vida; suas Méditations chrétiennes (Meditações Cristãs) foram publicadas em 1764, um ano após sua morte. Algumas de suas correspondências pessoais e outras obras foram publicadas por biógrafos e historiadores.
Embora seu marido a amasse, ela não correspondia totalmente aos sentimentos dele e encontrou mais realização em seu relacionamento, possivelmente sexual, com sua cunhada, a arquiduquesa Maria Cristina. Apesar de sua popularidade na corte vienense, a vergonha e a culpa inspiradas por sua incapacidade de retribuir os sentimentos de seu marido, agravadas pela atração pelo mesmo sexo que ela considerava pecaminosa, a deixaram infeliz. Uma infância solitária com educadores exigentes e pouco afetuosos, a perda repentina de sua mãe, um parto difícil e dois abortos espontâneos no intervalo de dez meses e, mais tarde, uma quarta gravidez afetaram negativamente sua saúde física e mental. Ela foi descrita como melancólica e experimentou ideação suicida. Biógrafos sugeriram que ela sofria de depressão ou transtorno bipolar, aos quais ela provavelmente era geneticamente predisposta. Ela morreu aos vinte e um anos de varíola.

## Início de vida

### Nascimento e família

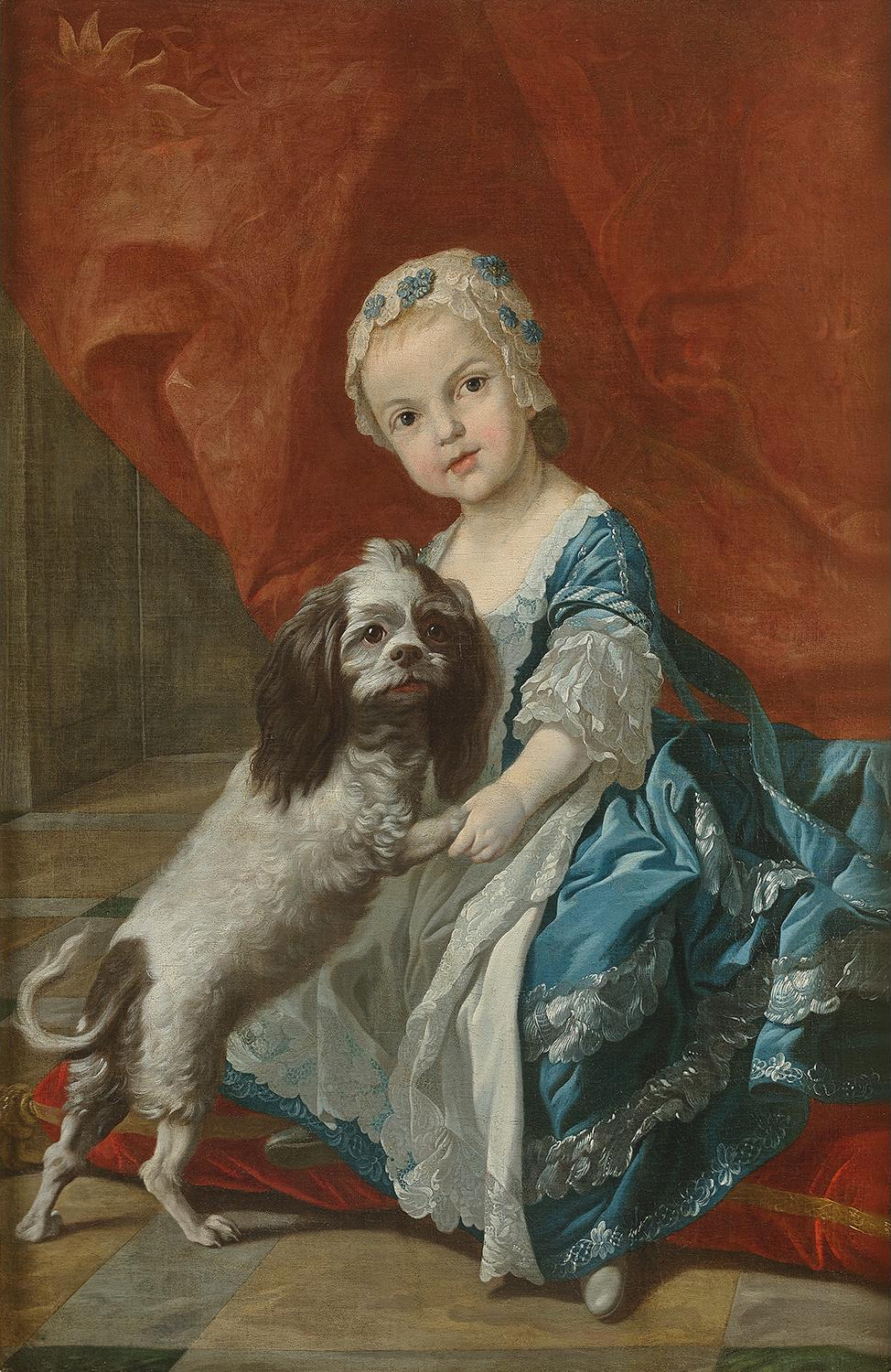
Isabel, quando bebê, em estudo para a pintura A família de Filipe V (1743), por Louis-Michel van Loo.

Nascida em 31 de dezembro de 1741, no Palácio do Bom Retiro, em Madrid, Isabel Maria Luísa Antonieta era a primeira filha do infante Filipe da Espanha e sua esposa Luísa Isabel da França, conhecida na corte espanhola como Madame Infante. Isabel era uma infanta da Espanha por nascimento e detinha o direito ao estilo de tratamento de "Sua Alteza Real".
Seus pais eram primos de primeiro grau, uma vez removidos, com uma diferença de idade de seis anos; sua mãe tinha doze e seu pai dezoito anos quando se casaram. Ao passo que Filipe era apenas o terceiro filho de Filipe V da Espanha, a orgulhosa Madame Infante, como primogênita de Luís XV da França, considerou inadequada a decisão do pai em casá-la com um alguém que não fosse um monarca reinante ou herdeiro de um trono. Madame Infante era ambiciosa e obstinada, ao contrário de seu marido, e logo assumiu um papel de liderança no casamento, trabalhando para garantir uma posição mais elevada para si e mais poder para a Casa de Bourbon. Ela mantinha um relacionamento tenso com sua sogra Isabel Farnésio, a governante de fato da Espanha, a quem ela ameaçava em influência sobre Filipe, ainda que ambas trabalhassem juntas para promover os interesses dele.
Madame Infante tinha apenas quatorze anos quando deu à luz Isabel após um parto difícil que durou dois dias. Dois meses depois, Filipe partiu para lutar na Guerra da Sucessão Austríaca e não viu sua família novamente até que sua filha tivesse oito anos. Sua mãe demonstrou pouca afeição por Isabel e supostamente achou o bebê um fardo.

### Vida na Espanha

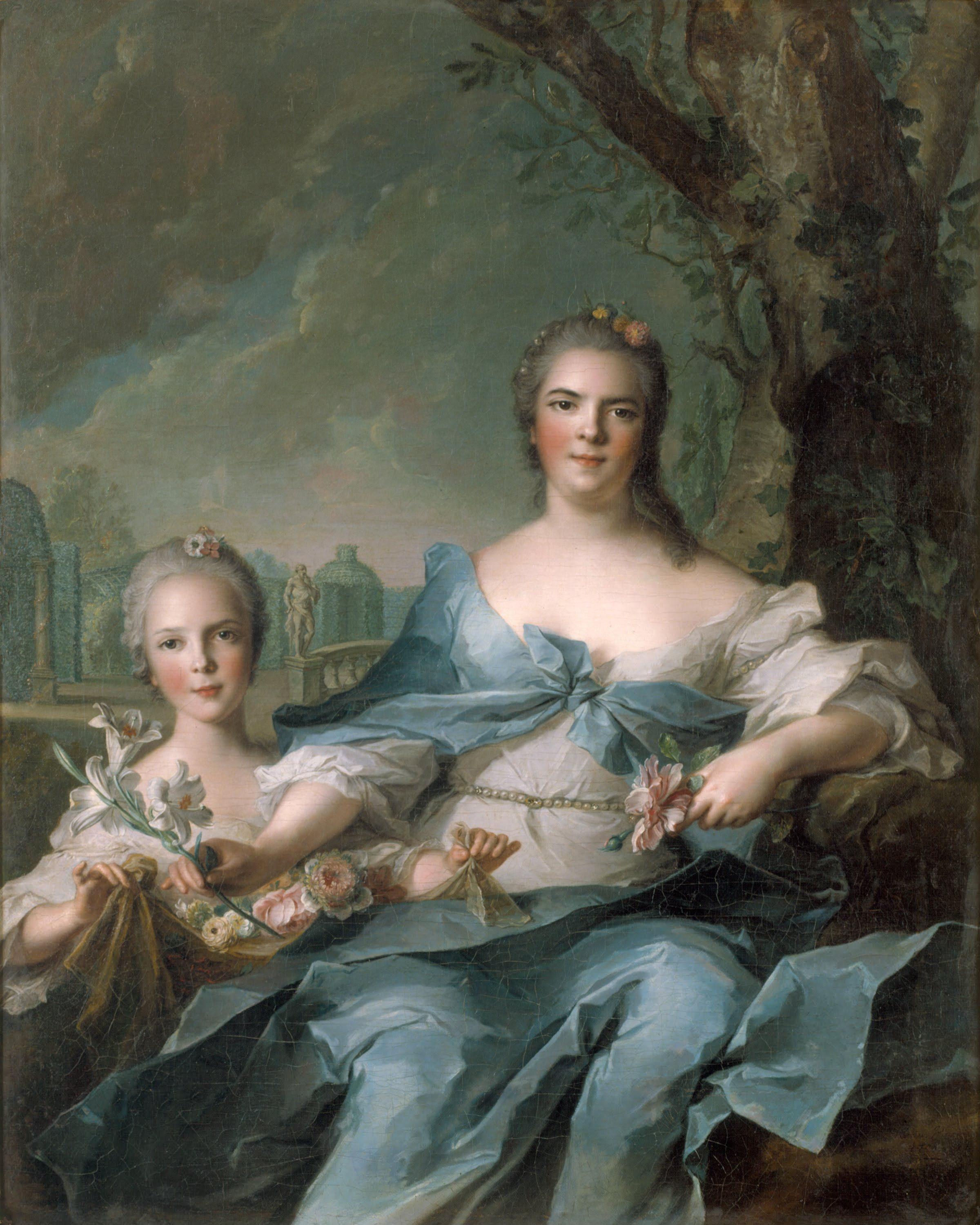
Isabel com a mãe, por Jean-Marc Nattier.

Durante os primeiros sete anos de sua vida, Isabel foi criada na corte de seus avós paternos em Madrid. Sua avó, a rainha Isabel Farnésio, a amava, relatando regularmente sobre seu bem-estar, desenvolvimento e comportamento ao filho ausente. Em contraste, a mãe de Isabel nunca demonstrou demasiada afeição para com a filha e era impaciente com ela; quando a criança não comportava-se, ela a castigava tão severamente que sua avó chegou a intervir. Madame Infante supostamente achava Isabel teimosa e insuportável.  Isabel foi confiada a uma governanta de origem francesa, a marquesa Marie-Catherine de Bassecourt-Grigny. A marquesa mantinha um forte senso de etiqueta e hierarquia desde sua posição anterior como dama de honra da rainha Maria Bárbara de Bragança, consorte de Fernando VI da Espanha. Isabela desenvolveu um estreito vínculo com sua governanta, o que inspirou o ciúme de sua mãe.
Na Espanha, Isabel recebeu uma educação típica para as princesas da época. O uso de castigos corporais foi ordenado por seu pai e endossado por sua mãe. De acordo com sua autobiografia, ela era uma criança enérgica e travessa, sempre barulhenta, pulando, escalando, caindo, quebrando móveis e enfeites. Seus passatempos favoritos eram perseguir borboletas, andar a cavalo e fazer acrobacias com uma corda, e ela gostava de escrever, cantar e desenhar. Tentando melhorar seu comportamento, sua governanta tirou cordas, cavalos e balanços dela. "O que fazer nesta situação triste? [...] Mas eu finalmente aprendi a ser razoável", comentou Isabela quando adulta. Ela começou a se entreter silenciosamente, mais tarde lembrando que sua cabeça "estava sempre nas nuvens, ocupando-se com cem mil ideias ao mesmo tempo". Em 1746, um embaixador francês elogiou sua 'dignidade', dizendo que, aos quatro anos, ela já sabia "quem ela é, a quem ela pertence e o que ela deve ser um dia". Ele também comentou sobre a frieza de sua mãe em relação a Isabel. Crescendo como filha única até os dez anos de idade, sem companheiros de brincadeira e sob controle estrito, sua infância foi caracterizada como solitária e austera.

### Visita a França

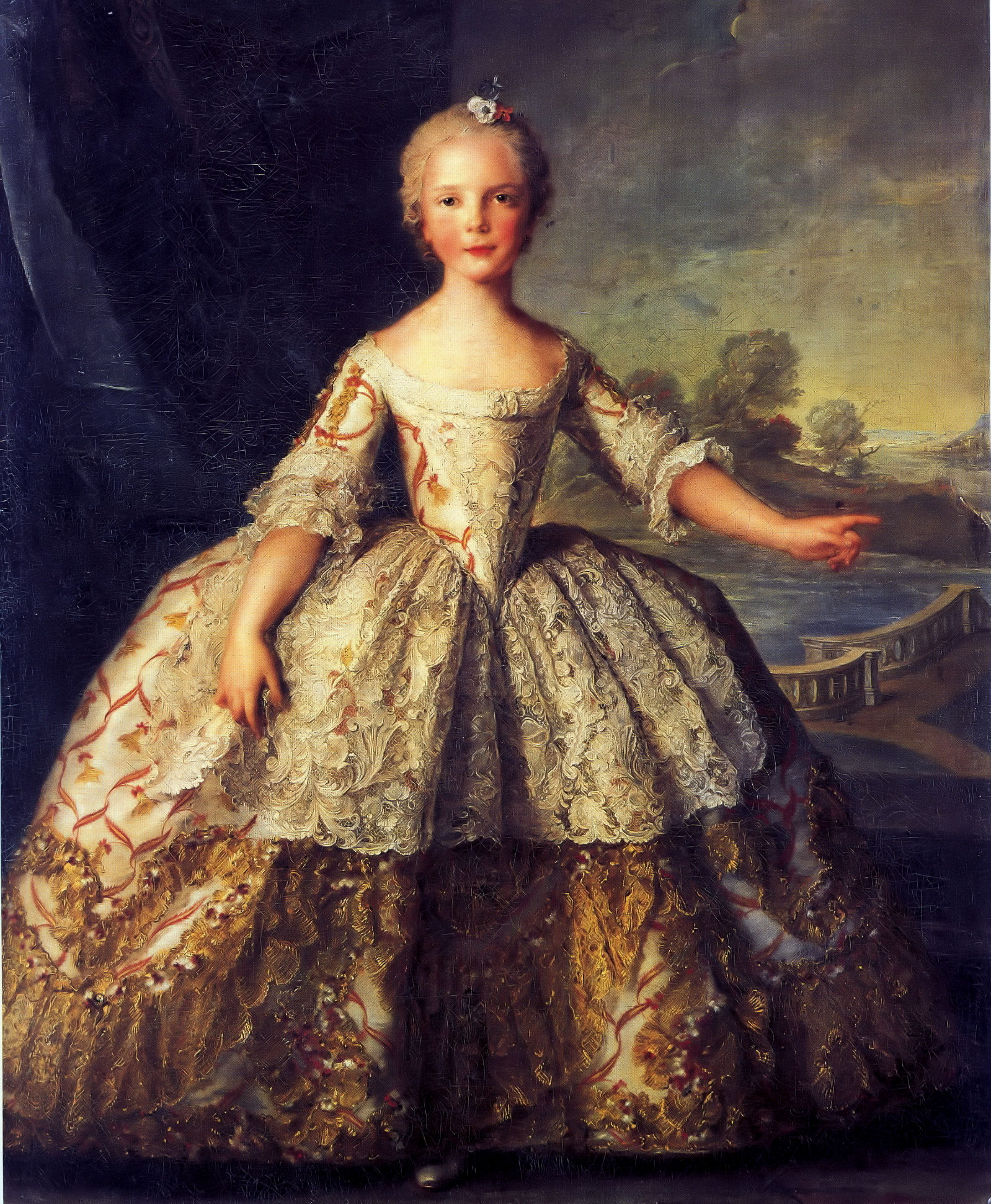
Isabel em 1749, aos sete anos, em retrato de Jean-Marc Nattier pintado durante sua estadia em Versalhes.

Entre 6 de janeiro e 7 de outubro de 1749, Isabel viveu em Versalhes, visitando sua família materna a caminho de Parma. Como a única neta de Luís XV da França e Maria Leszczyńska, ela recebeu mais atenção e carinho do que nunca. O luxo e a alegria da corte francesa foram um choque para ela depois dos costumes cortesãos espanhóis mais rígidos. Aos oito anos, ela foi autorizada a participar de funções da corte e atender ao teatro, à ópera, aos bailes e aos concertos. Paul d'Albert de Luynes registrou que ela não parecia gostar dessas apresentações e era considerada tímida. Nessa época, Isabel sentia-se mais confortável falando espanhol, que aprendera com sua governanta, do que francês, usado com sua mãe e avó paterna.
Gradualmente, Isabel começou a gostar de sua estadia na França. Ela passou a acompanhar a avó materna em óperas, peças e concertos, e ficava encantada quando era tratada como uma "Filha da França": a guarda real a saudava como tal e ela detinha o direito de sentar-se na presença do rei, assim como a mãe e as tias. Ela chegou a apresentar-se no apartamento da Delfina com aclamação real. Após sua estadia em Versalhes, ela correspondia com sua família materna com frequência e sua língua principal tornou-se o francês.

"[Os franceses] são animados e permanecem assim até o túmulo. [...] Seus livros são espirituosos, suas conversas também; poucas nações são tão talentosas nisso. Seu espírito é brilhante e quente, é capaz de projetar qualquer coisa com prontidão e precisão, é vasto, entende tudo, é preciso, poucas coisas lhe escapam, é inventivo em todos os sentidos."

Opinião de Isabel sobre os franceses, em Réflexions sur l'éducation

### Vida em Parma

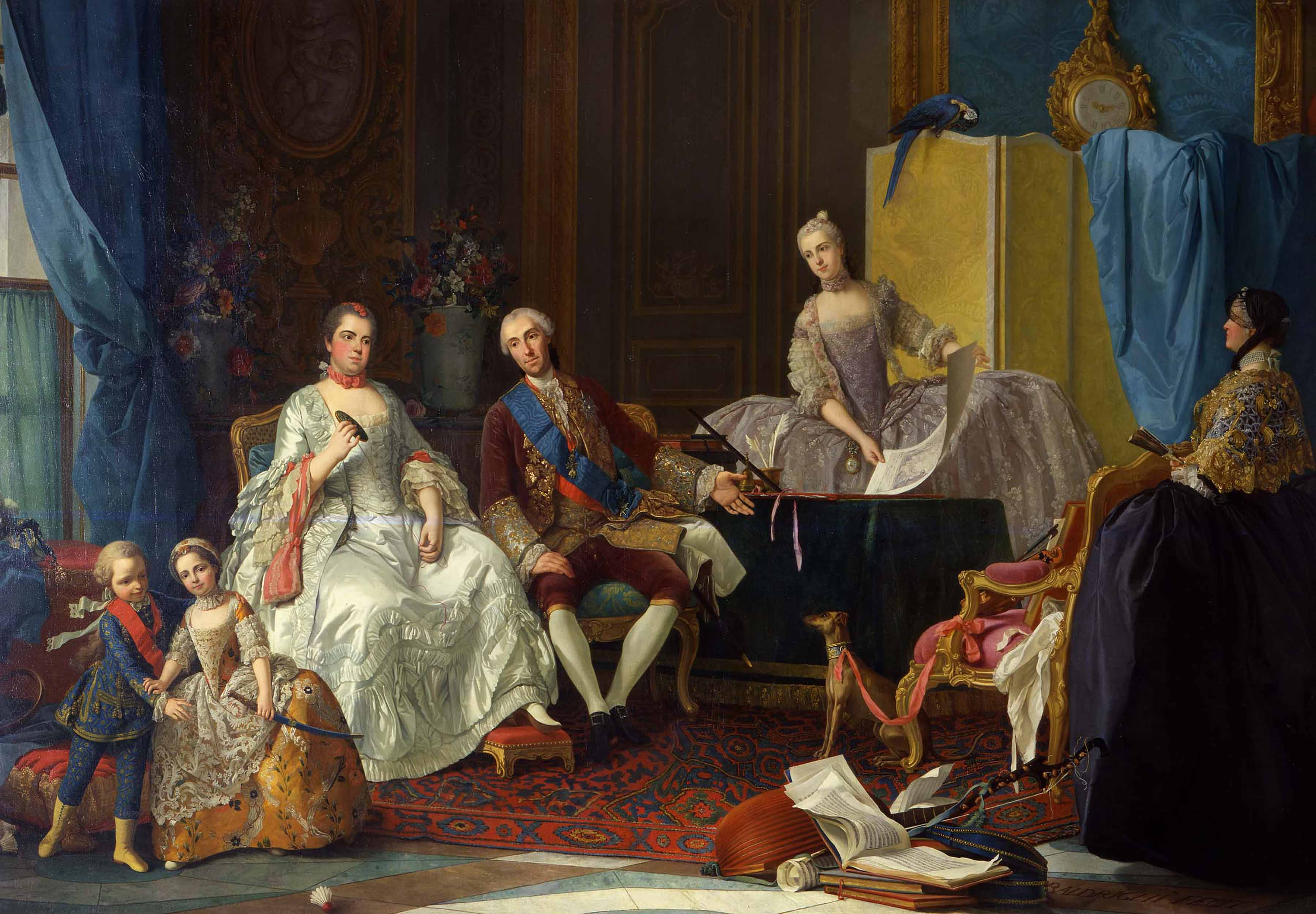
A Família de Filipe, Duque de Parma (1757). Por Giuseppe Baldrighi, Galeria Nacional de Parma, Parma, Itália.

Na sequência do Tratado de Aix-la-Chapelle de 1748, o pai de Isabel tornou-se o novo "Duque de Parma", um título que pertencia anteriormente à família de sua mãe. Isabel e sua mãe chegaram a Parma em 20 de novembro de 1749. O ducado estava empobrecido, seus palácios em ruínas. Enquanto Isabel tinha uma grande consideração pelos espanhóis e franceses, ela considerava os italianos "ignorantes da arte de pensar" e queria deixar o país imediatamente. Sua mãe, ressentida com seu baixo status e relativa pobreza, concentrou-se em arranjar casamentos vantajosos para seus filhos. Ela visitou Versalhes duas vezes mais para negociar um casamento para Isabel, entre agosto de 1752 e outubro de 1753 e, depois, no verão de 1757 até dezembro de 1759, quando ela morreu. Ambas as vezes, seu marido e filhos ficaram em Parma.

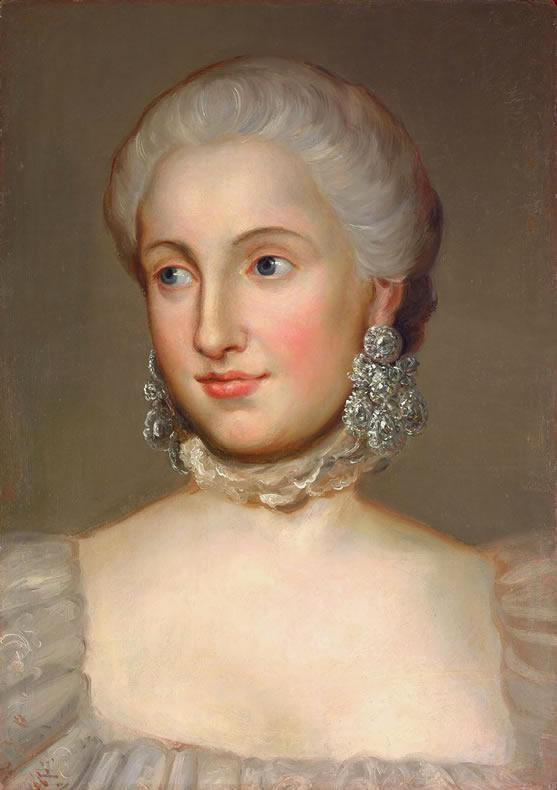
Isabel, por Anton Raphael Mengs.

Em Parma, os pais de Isabel tiveram mais dois filhos em 1751: Fernando em 20 de janeiro de 1751 e Maria Luísa em 9 de dezembro do mesmo ano, a quem sua mãe demonstrou mais afeição. Isabel parece não ter tido ciúmes e gostou de ter companhia. Durante as ausências de Madame Infante, Isabel relatou o bem-estar de seus irmãos ao pai e à avó materna. O duque vivia separado de seus filhos por sete meses todos os anos no Palácio Ducal de Colorno para estar mais perto dos melhores campos de caça. Isabel enviou-lhe notas curtas sobre os hábitos de sono e a dentição dos dois bebês. Entre novembro e abril, Filipe viveu com seus filhos mais novos no Palazzo della Pilotta, enquanto Isabel ficou com sua governanta no Palazzo del Giardino.
Embora Isabel certamente tenha trocado cartas com sua mãe, estas foram perdidas. Nessa época, seus amigos questionaram Madame Infante sobre sua frieza em relação à filha mais velha, ao que ela respondeu que seu "caráter era muito sério para fazer amizade com [sua] filha". Madame Infante acreditava que a filha era ciente de sua natureza fria e estava satisfeita com o trato demonstrado. Ela foi oficialmente instada pelo Marechal da França, Adrien-Maurice de Noailles, a mostrar mais amor a Isabel, pois temia-se que os rumores sobre seu tratamento frio pudessem diminuir as chances de um casamento politicamente vantajoso. O embaixador francês em Parma garantiu a Noailles que mais atenção estava sendo dada a Isabel, enquanto Madame Infante protestou seu amor maternal: "todo o mundo deve ver [...] o quanto eu a amo. Para aqueles que me conhecem, é certo".
No verão de 1749, os pais de Isabel contrataram Pierre Cerou, um educado escritor de comédia francês com experiência como tutor para administrar sua propriedade e instruir Isabella em história, literatura e francês. Em 1754, a pedido da corte de Madrid (preocupada com a religiosidade de Cerou), ele foi substituído por um jesuíta francês, Thomas Fumeron. Fumeron, no entanto, foi designado para Fernando, não Isabel, que a partir de então não teve um professor. Em 1757 e 1758, respectivamente, um governador e um tutor foram contratados para Fernando: Auguste de Keralio, um soldado e cientista, e o abade Étienne Bonnot de Condillac, um filósofo e amigo próximo de Rousseau, Diderot e d'Alembert. Isabel foi instruída por seus confessores, Padres Fumeron e Belgrado, na vida dos santos, e continuou a praticar desenho, pintura e música com sua governanta; ela se destacou em cantar e tocar violino e cravo. Embora não haja provas de que ela tenha atendido às aulas de Keralion e Condillac, Badinter argumenta que seu conhecimento posterior de teoria militar, história e ideais do Iluminismo atestam que ela provavelmente o fez.
Isabel também provavelmente testemunhou a crueldade de Keralio e Condillac, especialmente o último, para com seu irmão. Apesar de sua ideia progressiva de ensinar por meio de jogos e sua reputação como um pedagogo revolucionário, ele regularmente batia em Fernando com uma vara ou o chutava. Em Réflexions sur l'éducation, Isabel condenaria a maneira como seu irmão havia sido criado, retratando anonimamente tanto ele quanto Condillac. Ela manteve uma correspondência com Keralio em sua vida adulta, mas raramente mencionava o abade.

## Vida na Áustria

### Antecedentes

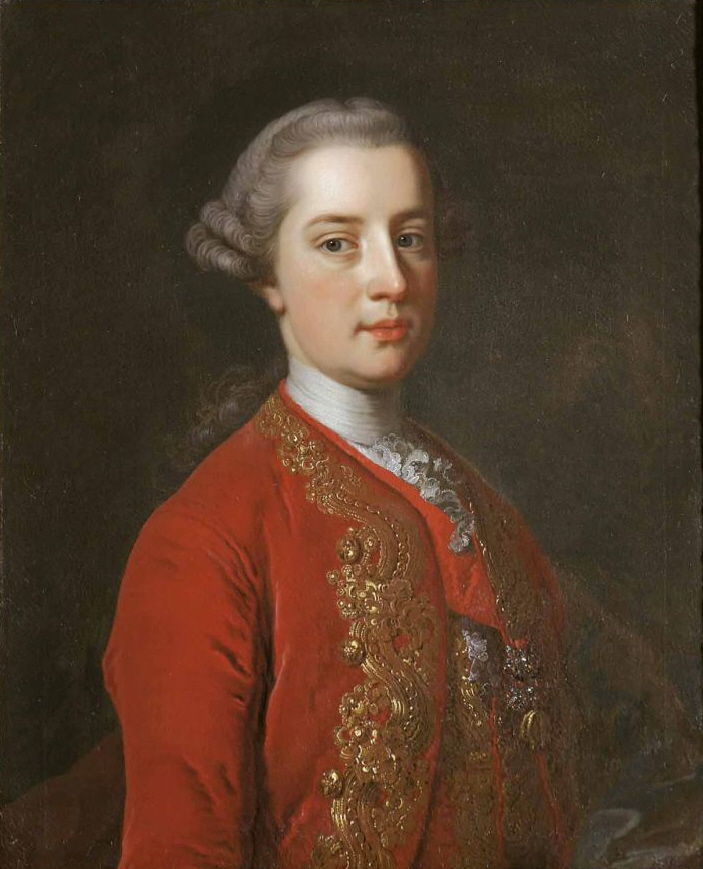
Arquiduque José da Áustria.

A política familiar da imperatriz Maria Teresa da Áustria tinha como objetivo fortalecer as relações entre os Bourbons e os Habsburgos. Influenciado pela amante Madame de Pompadour, o rei Luís XV decidiu reformular as alianças tradicionais da França e juntar-se à Áustria contra a Grã-Bretanha e a Prússia na Revolução Diplomática. Nesse ínterim, o noivado entre o filho mais velho da imperatriz, José, e a infanta Maria Luísa da Espanha foi rompido para abrir caminho para uma união com a França. A mãe de Isabel, Madame Infante vislumbrou a oportunidade de tornar da filha uma imperatriz e liderou negociações de um casamento desde a França. O contrato matrimonial foi finalizado no verão de 1759 em Versalhes. Pouco depois, Madame Infante morreu aos trinta e dois anos de varíola, devastando sua filha. Isabel pode ter se convencido nessa época de que ela também morreria jovem e não viveria por mais de quatro anos. Mais tarde, foi relatado várias vezes que ela esperava morrer antes de completar vinte e dois anos.
Após o noivado, ambas as partes decidiram esperar para que o jovem casal pudesse amadurecer. A morte de Madame Infante atrasou ainda mais os planos. Isabel começou a aprender alemão, dedicando sete horas por dia ao idioma. Ela estava ansiosa para agradar sua futura sogra, a imperatriz Maria Teresa. Isabel preparou-se metodicamente para seu futuro, estudando a situação política da monarquia Habsburgo e acompanhando a guerra em andamento entre o Sacro Império e a Prússia. Para agradar sua nova família, ela estava pronta para fingir e manipular. Seu noivo José escreveu a um amigo que tentaria ganhar o respeito e a confiança de sua noiva, mas ele considerou impossível para si mesmo ser agradável ou posar como um amante, pois isso ia contra sua natureza, que nunca havia entendido o amor romântico. Pensamentos sobre seu casamento se aproximando o fizeram tremer e sentir-se melancólico:

Estou extremamente preocupado com a minha felicidade futura; Certamente não estou entrando neste estado [de casado] por curiosidade ou luxúria bestial; só a ideia do dever me leva a isso, o que me custa infinitamente e me enoja. [...] Vítima do Estado, estou me sacrificando, esperando que Deus me retribua...

– Arquiduque José da Áustria

### Casamento
Após um casamento por procuração, Isabel foi enviada para Viena escoltada por José Venceslau I, Príncipe de Liechtenstein, no final de 1760. Embora estivesse triste por se despedir de sua família, ela estava feliz em deixar Parma. Maria Teresa se recusou a deixar qualquer um de seu antigo séquito acompanhá-la. Publicamente, Isabel disfarçou sua tristeza, mas chorou em particular com seu pai, irmãos, confessor e governanta. Ela viajou desde Parma pelos Alpes e foi recebida na fronteira pela condessa Antónia Battyhány–Erdődy, a Senhora Chefe da Corte. Isabel, Liechtenstein e Battyhány–Erdődy chegaram a um castelo perto de Viena em 1 de outubro, onde foram recebidos pelo sogro de Isabel, Francisco I, Sacro Imperador Romano-Germânico.
O imperador acompanhou Isabel aos Castelos de Laxenburg para conhecer o resto da família imperial. Seu noivo, que havia declarado várias vezes que tinha mais medo do casamento do que de batalhas, teria ficado vermelho ao vê-la e mal podia esperar pelo casamento. Embora isso possa ser um exagero, ela rapidamente seduziu José por sua obediência e por deixá-lo se sentir intelectualmente superior a ela. Maria Teresa declarou que Isabel era "perfeita", e foi geralmente aceito que ela superou as expectativas. A única pessoa que não gostava dela era a primogénita dos imperadores, a arquiduquesa Maria Ana, que havia sido relegada ao posto de segunda dama da corte. Ela tinha ciúmes da popularidade de Isabel, enquanto ela sempre foi desprezada por sua família.

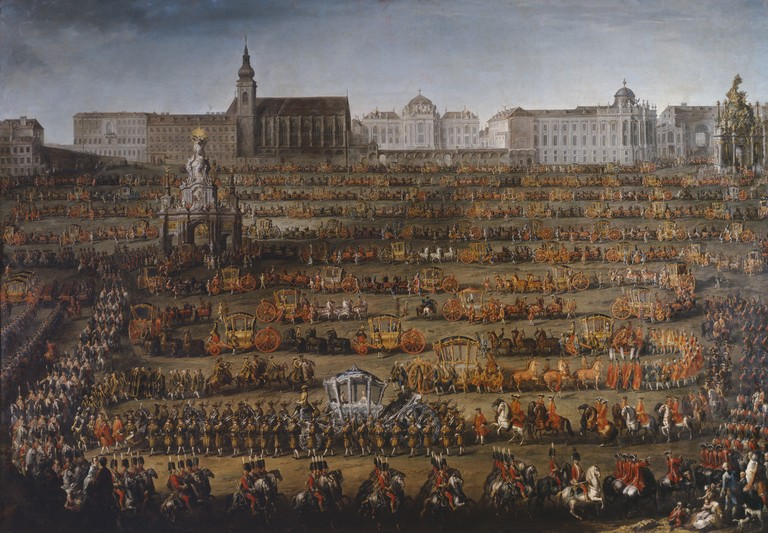
A chegada de Isabel em Viena por ocasião de seu casamento com José

O casamento foi celebrado na Igreja Agostiniana de Viena pelo Núncio Vitaliano Borromeo em 6 de outubro. À noite, houve uma exibição de iluminação decorativa com quase três mil lanternas queimando entre Hofburg e a Catedral de Santo Estêvão e a mesma quantidade de velas de cera branca em duas linhas, completas com tochas no pátio do palácio. Em Hofburg, houve um banquete público onde foram usados os talheres em ouro puro do dote de Isabel. As festividades duraram dias e foram comemoradas em uma série de pinturas de Martin van Meytens, que, desde 2024, podem ser vistas no Salão de Cerimônias do Palácio de Schönbrunn. Celebrado durante a Guerra dos Sete Anos, o casamento e as subsequentes celebrações drenaram o tesouro, ainda que Maria Teresa desejava distrair a atenção e exibir a riqueza de seu império.

### Relacionamento com o marido
José se apaixonou por Isabel e se comportou atentamente, mas ela não retribuiu a extensão de seus sentimentos. Era considerado seu dever produzir um herdeiro o mais rápido possível, e ela engravidou no final de 1761. Isso lhe causou ansiedade, mas ela ficou aliviada por não ter causado decepção. Ela se preocupou em não conseguir suportar a dor do parto, mas se comportou da maneira esperada, sem "sensibilidade nem caretas", de acordo com Maria Teresa.

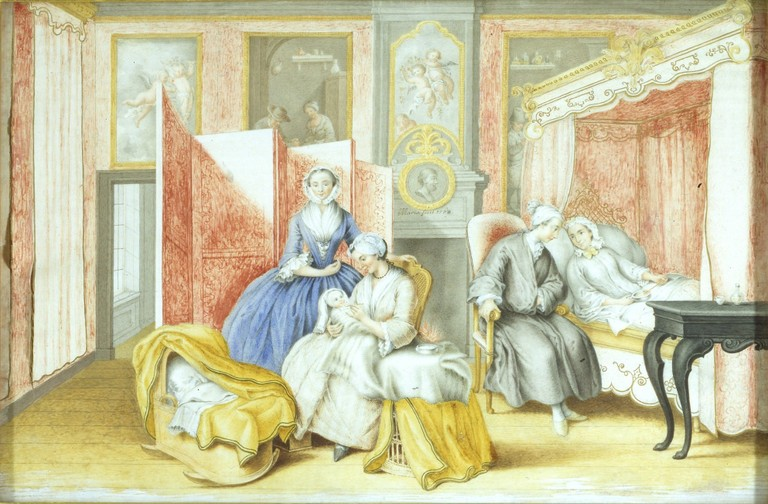
José ao lado da cama de Isabel após o nascimento de sua filha Maria Teresa. Ele esteve ao lado dela durante todo o parto.

Sua gravidez foi difícil, com muitos sintomas físicos, depressão e medo da morte. Isso foi agravado pelo fato de seu marido não entender seus problemas. Em 20 de março de 1762, ela deu à luz a arquiduquesa Maria Teresa, nomeada em homenagem à sua avó paterna. Não se sabe como Isabel se sentia em relação à filha, que ela só a mencionou uma vez em sua correspondência íntima e nunca em seus escritos particulares; uma amiga comentou que seu amor pela filha "não transparecia muito".

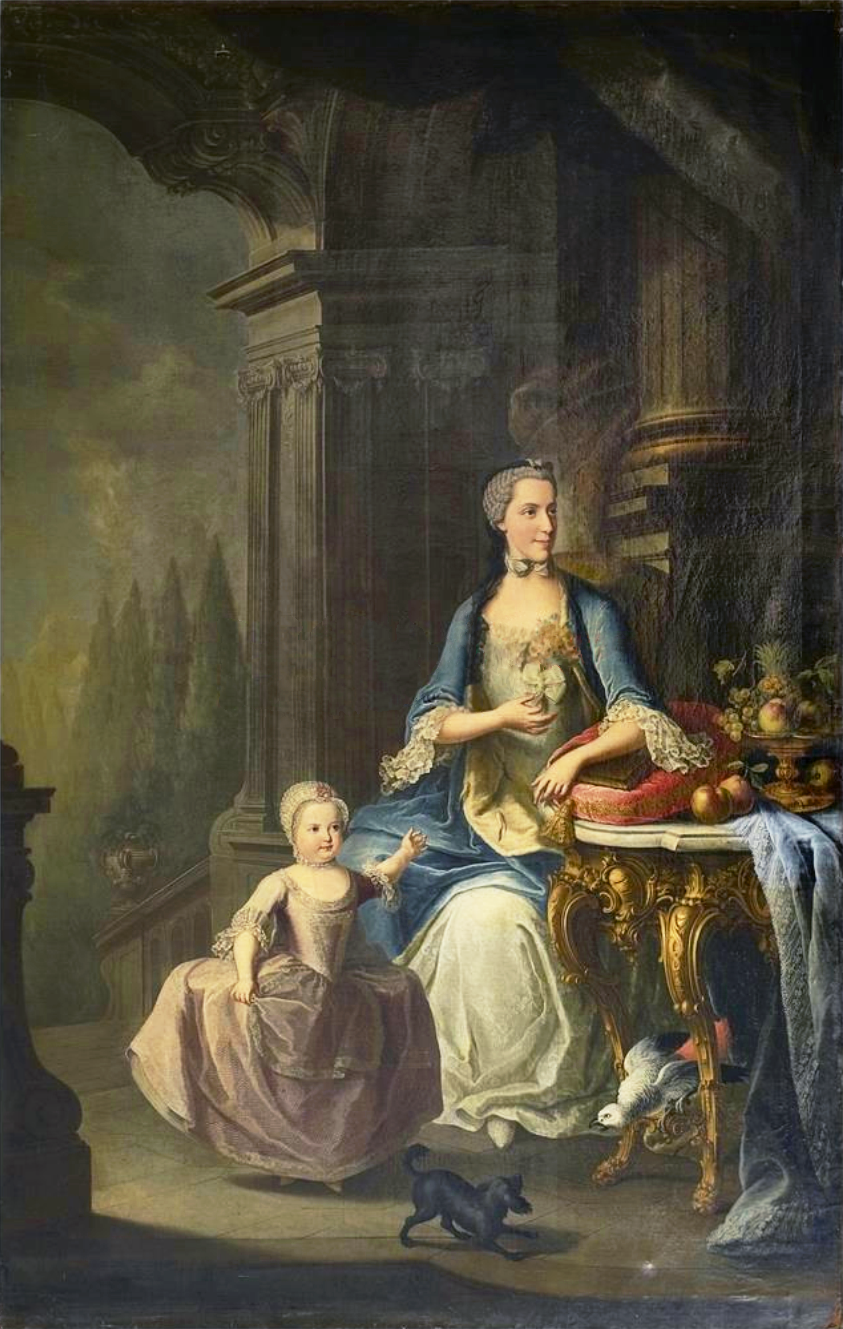
Isabel com a filha Maria Teresa, círculo de Martin van Meytens.

Ela abortou em agosto de 1762 e em janeiro de 1763. Maria Teresa aconselhou José a esperar seis meses antes de tentar ter um filho novamente para que Isabel pudesse se recuperar. O segundo aborto foi mantido em segredo, mas Maria Teresa e José estavam em "grande angústia", de acordo com o embaixador francês. Ele escreveu que Isabel estava "com boa saúde", mas estava acamada há dias. Seus abortos pioraram sua depressão e corroeram sua vontade de viver. Sua ansiedade pela morte foi agravada pelos riscos do parto. No início de março de 1763, foi relatado na França que ela estava psicologicamente doente, ainda sofrendo seu último aborto e apresentando sintomas físicos; ela estava extremamente magra, tinha uma tosse seca quase constante e dores nas costas. Concluiu-se que sua saúde estava seriamente ameaçada e que sua alma precisava ser acalmada.
Enquanto isso, o amor de seu marido e sogra por ela cresceu, e parece que Isabel encontrou uma figura maternal na imperatriz. Ela parece ter escondido bem sua independência e opiniões revolucionárias, sendo submissa tanto ao marido quanto à sogra. Biógrafos a descrevem como vivendo uma 'vida dupla' como uma 'intelectual liberada' e uma 'jovem esposa submissa'. Apesar de suas dúvidas pessoais, os contemporâneos consideravam que ela se comportava como esperado, e ela tinha um 'agudo senso de dever' em seu papel de princesa.

Graças a Deus, nossa querida e encantadora filha se recuperou bem e está com boa saúde. Em dez meses, ela deu à luz e teve dois abortos espontâneos. Isso é ser muito diligente. Desejo, portanto, que ela descanse por seis meses para recuperar suas forças. Peço que não demonstre a ela nenhum desejo de ter um neto. Ela está muito acostumada a obedecer.

– Imperatriz Maria Teresa, em carta ao Duque de Parma, 18 de janeiro de 1763

### Relação com Maria Cristina
Sua cunhada, a arquiduquesa Maria Cristina, conhecida como Mimi, era a melhor amiga de Isabel e sua única confidente em Viena. Mimi era a terceira filha sobrevivente do casal imperial, menos de cinco meses mais nova que Isabel e a filha favorita da imperatriz. Ela era inteligente e artisticamente inclinada. As duas rapidamente desenvolveram um relacionamento próximo, passando tanto tempo juntas que ganharam uma comparação com Orfeu e Eurídice. Apesar de viverem no mesmo palácio, elas trocavam cartas e pequenas notas diariamente, o que a educadora francesa Sylvie Freyermuth conecta à popularidade da correspondência íntima e dos romances epistolares na época. Duzentas peças de correspondência de Isabel sobreviveram;  as de Mimi foram queimadas após sua morte.

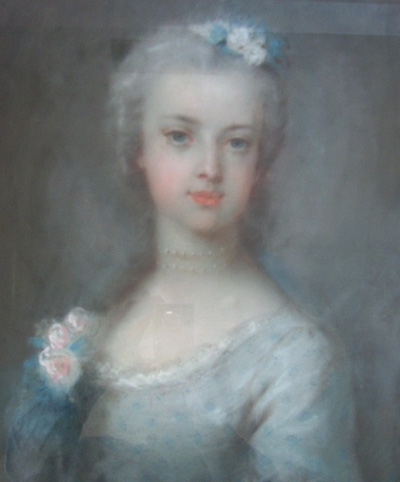
Arquiduquesa Maria Cristina, conhecida como Mimi.

Parece que Isabel logo se sentiu romanticamente e talvez também sexualmente atraída por Mimi. Os sentimentos desta última desenvolveram-se mais gradualmente e permaneceram mais reservados. Ela estava se recuperando de seu amor por Luís Eugénio de Württemberg, a quem Maria Teresa considerava inferior a uma arquiduquesa e não permitiu um casamento entre ambos. Logo após a chegada de Isabel, em outubro ou novembro de 1760, ela começou a cortejar Mimi de brincadeira, escrevendo que "o amor, aquele deus cruel, a atormentava" e que a morte seria "certamente doce", exceto por não poder mais amar Mimi. No início do relacionamento, ela se dirigiu a Mimi formalmente, chamando-a de "minha senhora, minha querida irmã", mas logo começou a chamá-la de "meu querido anjo", "meu tesouro mais precioso" ou "meu consolo". Os apelidos regulares de Mimi eram mon Alte (minha velha asna) e mon âne, mein Engerl ou Eserl (todas as palavras significando asno). Certa vez, ela pediu a Isabel que a chamasse de baadwaschl, gíria vienense para toalha de rosto, um objeto com conotações eróticas. Isabel regularmente retratava as duas como um casal heterossexual, por exemplo, Mimi como Eurídice e ela mesma como Orfeu, ou usando nomes de casais de comédias contemporâneas. Ela se autodenominava a amant (amante) de Mimi. Isabel combinava os superlativos da moda em cartas entre amigos próximos com sinais genuínos de sua obsessão e adoração por Mimi.

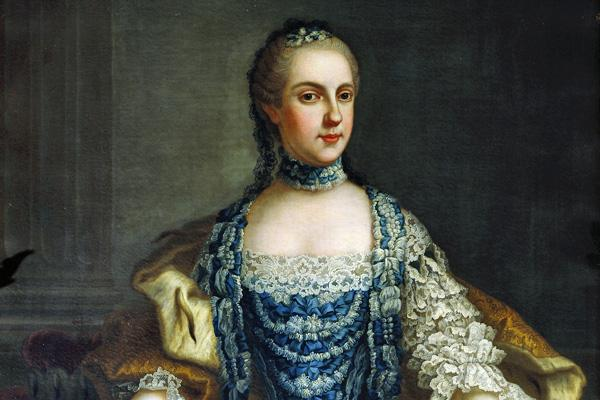
Arquiduquesa Isabel, por Martin van Meytens.

As duas mulheres concordaram em se encontrar em lugares escondidos e Isabel escreveu bilhetes curtos para Mimi durante a missa. Elas presentearam uma à outra com penicos e, uma vez, Isabel comentou que esperava que Mimi pensasse nela cada vez que o usasse. Se o clima impedisse José de ir caçar, as cunhadas cancelavam o encontro em bilhetes apressados e decepcionados. Elas estavam preocupadas em manter seu relacionamento em segredo; em março de 1761, Isabel lembrou Mimi de sua "palavra dada" de nunca falar sobre algo (ela não especifica o quê), porque "não há nada no mundo tão vergonhoso quanto ir contra a natureza".
Mimi parece ter sido mais reservada do que Isabel, mas ela retribuiu seus sentimentos. A percepção compartilhada da homossexualidade como pecaminosa levou a sentimentos de culpa. Isabel sentiu-se envergonhada por não retribuir o amor do marido, falhando em cumprir seu dever de esposa. Isso piorou sua depressão e a convenceu de que a única solução era sua morte. Ela escreveu a Mimi que "só o Todo-Poderoso sabe o quão alegremente eu me separaria desta vida, na qual a queixa é infligida a Ele diariamente". Após a morte de Mimi, uma miniatura de Isabel e sua filha foi encontrada em seu livro de orações . No verso, ela havia escrito a data e a causa da morte de Isabel, chamando-a de "melhor e mais verdadeira amiga" que "viveu como um anjo e morreu como [um anjo]".
Antes de sua morte, Isabel disse à sogra que "nem tudo era visível" para José entre seus papéis. A imperatriz pediu à Condessa Erdődy, Senhora Chefe da Corte, para queimar os escritos de Isabel, mas não sabe-se por que isso não aconteceu. As cartas que Isabel havia escrito para ela permaneceram entre os papéis de Mimi. Seu marido, Alberto Casimiro, Duque de Teschen, as entendeu como prova de uma "amizade excepcional" entre sua esposa e uma "princesa incomparável". Desde 2024, as cartas estão no Arquivo Nacional da Hungria. Elas foram parcialmente publicadas por Alfred Ritter von Arneth, arquivista dos papéis dos Habsburgos, no final do século XIX. Outra edição censurada foi incluída em Die Persönlichkeit der Infantin von Parma (A Personalidade da Infanta de Parma) de Joseph Hrasky, de 1959. Em 2008, A filósofa e historiadora francesa Elisabeth Badinter publicou a correspondência completa preservada com anotações.

#### Opinião de historiadores

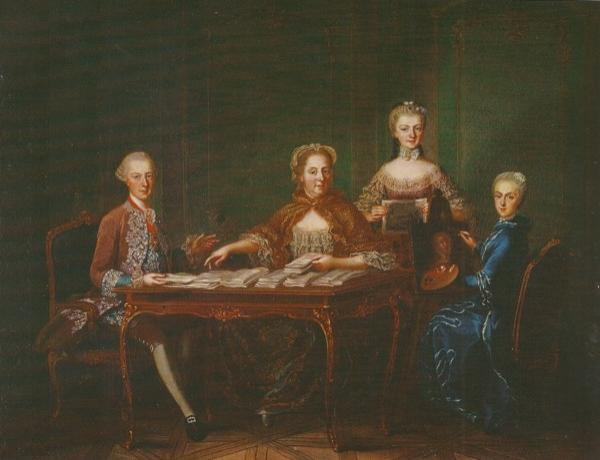
Isabel com seu marido, sogra e a cunhada Mimi.

Embora desde os primeiros historiadores tenham rejeitado a linguagem das cartas como uma expressão da moda de amizade, mais tarde tornou-se consenso que Isabel e Mimi tiveram um caso romântico, possivelmente consumado sexualmente. A filósofa e historiadora francesa Elisabeth Badinter argumenta que desejos possessivos, sentir dor por estarem separadas, obsessão, ciúme e dependência, vistos como características de relacionamentos romântico-sexuais tanto no século XVIII quanto desde então, eram aparentes em sua correspondência. Ademais, a ideia de que Isabel não sentia atração heterossexual está em sua declaração no Traité sur les hommes em ela pontua que embora nenhum homem possa viver sem mulheres, qualquer mulher poderia viver sem homens.
A educadora francesa Sylvie Freyermuth argumenta que a maioria das expressões empregadas por Isabel eram regulares em correspondências sofisticadas na época e destaca que a expressão aimer à la rage (amar até a loucura) era usada tanto para Mimi quanto para seu grão-mestre da corte. Freyermuth, no entanto, concorda com outros biógrafos que as cartas transmitem uma "necessidade visceral" de proximidade íntima e uma "paixão exclusiva", especialmente por sua frequência (várias cartas por dia) e por meio de frases "ambíguas". Isabel usou uma mistura de palavras denotando amor platônico e romântico para disfarçar sua atração, neutralizando verbos que se referiam a sentimentos sexuais ou românticos, seguindo-os com aqueles apropriados em amizade, como em "je languis d [u anseio por] amour [amor],  amitié [amizade], como você deseja, e para sempre". Ela se baseou no pronome francês on (um), para tornar suas declarações impessoais: "quando alguém te vê [on vous voit], não pode mais ser [on ne plus peut être] ocupado por nada além de seus encantos". Freyermuth argumenta que, embora os europeus no século XVIII discutissem sintomas considerados 'nojentos' mais livremente do que no século XXI, a maneira confortável com que Isabel descreveu sua disenteria após o parto, "Eu defequei [chié] por toda minha camisa", sugere que elas tinham sido fisicamente, provavelmente sexualmente íntimos um do outro.
| Seleção de citações de Isabel em cartas a Mimi citadas por Badinter como apoio à tese do caso de amor entre ambas | Seleção de citações de Isabel em cartas a Mimi citadas por Badinter como apoio à tese do caso de amor entre ambas |
| Original em francês ou *tradução francesa do original em alemão por Badinter | Tradução em português |
| --- | --- |
| Je vous aime à l'adoration et mon bonheur est de vous aimer et d'être assurée de vous. | Eu te amo até o ponto de adoração e minha felicidade é te amar e ter certeza do seu [amor]. |
| Je suis amoureuse de toi comme une folle, saintement ou diaboliquement, je vous aime et aimerai jusqu'au tombeau. | Eu te amo como uma louca, de forma santa ou diabólica, eu te amo e te amarei até o túmulo. |
| Je suis très disposée à vous étouffer à force de caresses. | Estou bastante inclinada a sufocá-la com carícias. |
| Vous me faites tourner la tête [...] Je suis dans l'état le plus violent, la sueur me coule sur le front, je suis sans haleine... | Você faz minha cabeça girar [...] Estou no estado mais violento, o suor escorre pela minha testa, estou sem fôlego... |
| Je vous baise de toutes mes forces, mais plus avec le menton. | Eu te beijo com toda a minha força, mas não mais com o queixo. |
| Je vous baise tout ce que vous laissez baiser. | Eu beijo tudo que você me deixa beijar. |
| Il pourrait bien arriver que nous nous embrassions jusqu'à épuisement. | Pode muito bem acontecer que nos beijemos até à exaustão [mortal]. |
| Je baise ton petit cul d'archange.* | Eu beijo sua bundinha arcangélica. |
| Je baise votre adorable cul en me gardant bien de vous offrir le mien qui est un peu foireux. | Beijo sua linda bunda, tomando cuidado para não lhe oferecer a minha, que está um pouco bagunçada. |
| Le visage est un peu malade, mais votre place favorite ne [l'est pas]. | O rosto está um pouco doente, mas seu lugar favorito não está. |
| Tout ce qui m'occupe à cette heure, c'est de dire si je pouvais seulement la voir, quelle douceur ne serait-ce pas, quel bonheur, quelle satisfaction intérieure ne ressentirais-je pas, si je pouvais seulement contempler ce nez tourné avec tant de grâce et d'attrait, qui m’a si souvent transportée, cette bouche si propre à consoler par ses baisers, ces yeux dont le langage est si touchant. [...] J'oublie où je suis, j'oublie ceux avec qui je suis. [...] Je ne pense qu'à ce nouveau désir que je cherche à satisfaire à quelque prix que cela soit. | Tudo o que me ocupa nesta hora é dizer se eu pudesse vê-la, que doçura seria, que felicidade, que satisfação interior eu sentiria, se eu pudesse contemplar aquele nariz virado com tanta graça e atratividade, que tantas vezes me levou, aquela boca tão própria para consolar com seus beijos, aqueles olhos cuja linguagem é tão tocante. [...] Esqueço onde estou, esqueço aqueles com quem estou. [...] Penso apenas neste desejo novo que procuro satisfazer seja qual for o preço. |

### Relação com Maria Ana

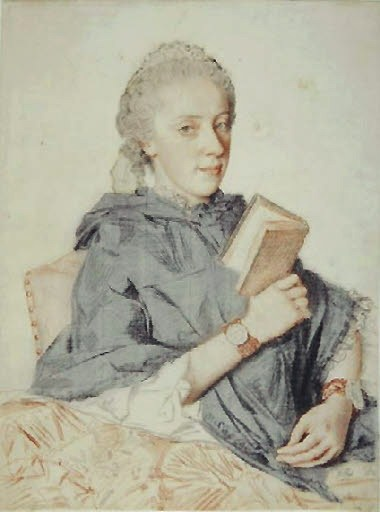
Arquiduquesa Maria Ana.

Enquanto a maioria de sua família a amava e respeitava, seu relacionamento com sua cunhada mais velha, a arquiduquesa Maria Ana, só se deteriorou. Isabel era linda, enquanto todos consideravam Maria Ana a menos atraente entre suas irmãs; ela era adorável e charmosa, enquanto Maria Ana sempre foi ignorada por sua mãe e irmãos. Isabel também era muito inteligente, e as ciências haviam sido o refúgio de Maria Ana, algo que ela compartilhava com seu pai, o imperador Francisco, que, agora, também adorava Isabel. A princesa ainda era melhor cantora e violinista do que a arquiduquesa. Maria Ana considerou Isabel uma rival e a cumprimentou com frieza, mal estendendo a mão no primeiro encontro.
A frieza de Maria Ana, motivada pelo ciúme e pelo sentimento de inferioridade, magoou profundamente Isabel e ela decidiu não confiar nela. Ela a considerava uma intrigante nata, uma pessoa falsa, dúbia e hipócrita. Parece que Maria Ana foi a única a pelo menos suspeitar do caso de amor lésbico entre Isabel e Maria Cristina e ela as espionou. Em muitas cartas de Isabel para Maria Cristina, ela a alertava para que tomasse cuidado para manter suas anotações a salvo de Maria Ana, e sua curta dissertação intitulada The Lure of False Friendship (O fascínio da falsa amizade) era claramente sobre ela. As duas mulheres trocaram abraços, beijos e elogios em público. Sua frieza, lentamente se transformando em hostilidade, piorou o relacionamento já distante entre Maria Ana e José, e após a morte de Isabel, José nunca perdoou Maria Ana por não amar sua esposa. Como imperador e chefe da família, ele costumava usar seu poder para se vingar dela.

## Morte e consequências

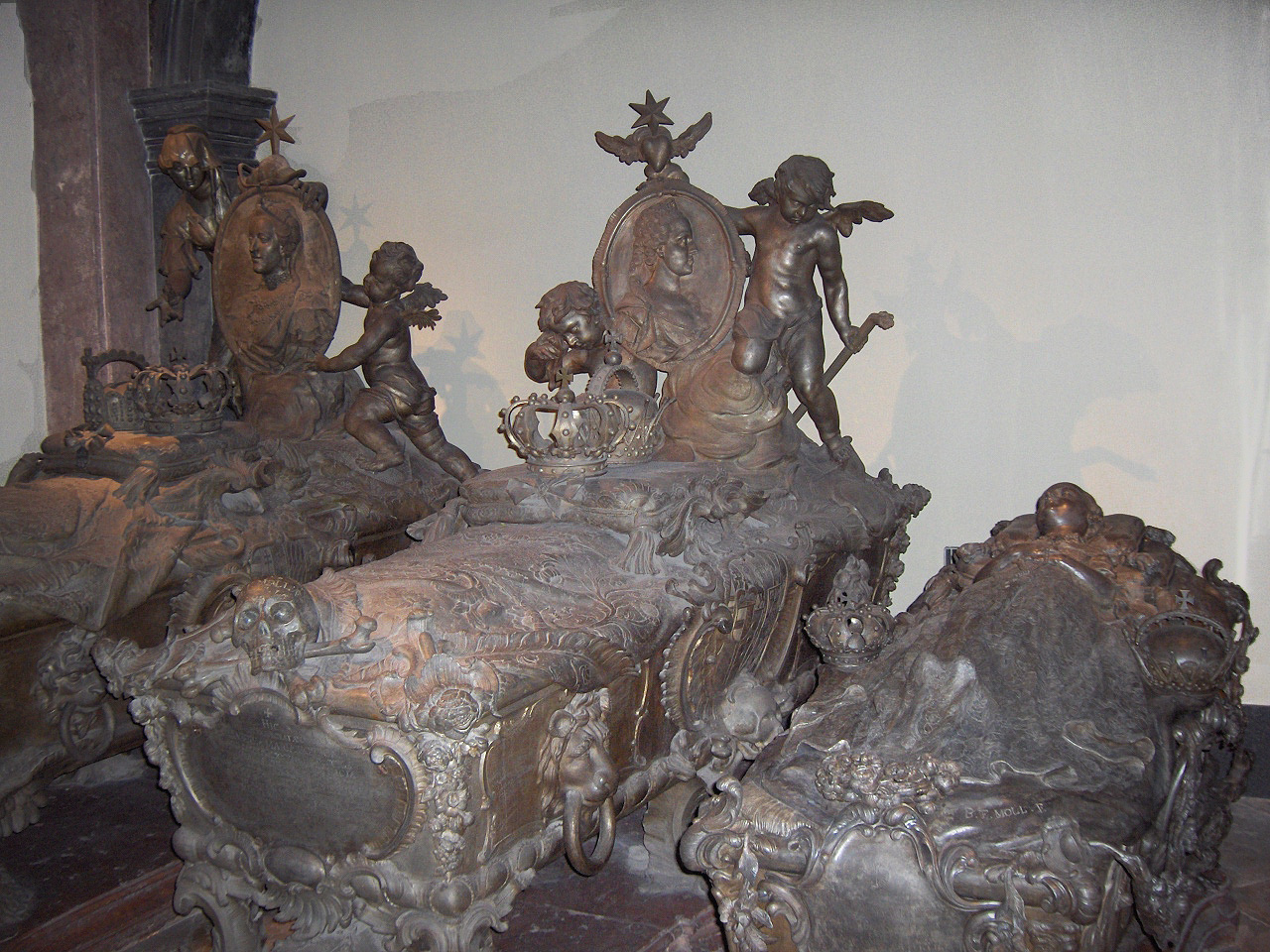
Túmulo de Isabel (centro), com o de sua filha Maria Cristina embaixo. Em primeiro plano está o sarcófago de sua filha mais velha Maria Teresa, e ao fundo o da segunda esposa de José.

A corte imperial passava os verões em Schönbrunn. Em 1763, foi registrado que Isabel não queria voltar para Hofburg. Ela estava grávida de cerca de seis meses e acreditava que poderia estar grávida de gémeos e estava temerosa pois casos de varíola foram relatados em Viena. Em 18 de novembro, quatro dias após sua chegada a Viena, Isabel desenvolveu febre e logo foi diagnosticada com varíola. A imperatriz, que estava cuidando dela, foi persuadida a deixar seu quarto, pois ela ainda não tinha a doença e, portanto, poderia tê-la contraído. Depois, José, Maria Ana e Mimi cuidaram dela. A febre induziu o parto e, em 22 de novembro, ela deu à luz prematuramente. A pedido dela, a bebê foi batizado de Maria Cristina, mas morreu no mesmo dia.
Após o nascimento, Isabel raramente estava consciente e demonstrou uma coragem, beirando a indiferença, à morte. Em 26 de novembro, os médicos informaram José que Isabel estava agonizando, e ela morreu no dia seguinte ao amanhecer, um mês antes de seu vigésimo segundo aniversário. Como seu corpo ainda estava infeccioso, foi enterrado sem autópsia ou embalsamamento no Cofre de Maria Teresa da Cripta Imperial. O caixão de sua filha Cristina foi colocado abaixo do dela. A morte de Isabel, juntamente com a morte por varíola de três ou quatro das crianças imperiais, e o sofrimento que a maioria dos membros da família sofreu por causa da doença, contribuíram para a decisão de Maria Teresa em 1768 de ter os membros mais jovens da família 'variolados', e a subsequente aceitação da prática na Áustria.

### Impacto sobre José e Maria Cristina
Perdi tudo. Minha adorável esposa e única amiga não existe mais. (...) Que separação assustadora! Posso sobreviver a isso? Sim, e apenas ser infeliz por toda a minha vida. (...) Não há nada que eu possa aproveitar novamente.

Arquiduque José da Áustria, em carta do Duque de Parma
José ficou devastado com a morte dela e nunca se recuperou totalmente. Por insistência de sua mãe, ele se casou novamente com Maria Josefa da Baviera em 1765, que o repeliu fisicamente e a quem ele maltratou, apesar de suas tentativas de acomodá-lo. Ela morreu de varíola após dois anos de casamento. Ele adorava sua única filha, Maria Teresa, que morreu de pleurisia em 1770, aos sete anos. Embora o amor que sentia por sua esposa tenha ajudado a desenvolver seus atributos mais positivos, após a morte dela, ele se tornou ainda mais sarcástico, facilmente irritável e agressivo do que antes do casamento. Não há registro da reação de Maria Cristina à morte de Isabel. Ela cuidou de sua filha até que ela morreu na infância e se casou com o príncipe Alberto Casimiro da Saxônia em 1766 Mais tarde, ela escreveu que a morte de Isabel foi "um grande pesar para todos, mas acima de tudo para de mim".

## Personalidade e aparência

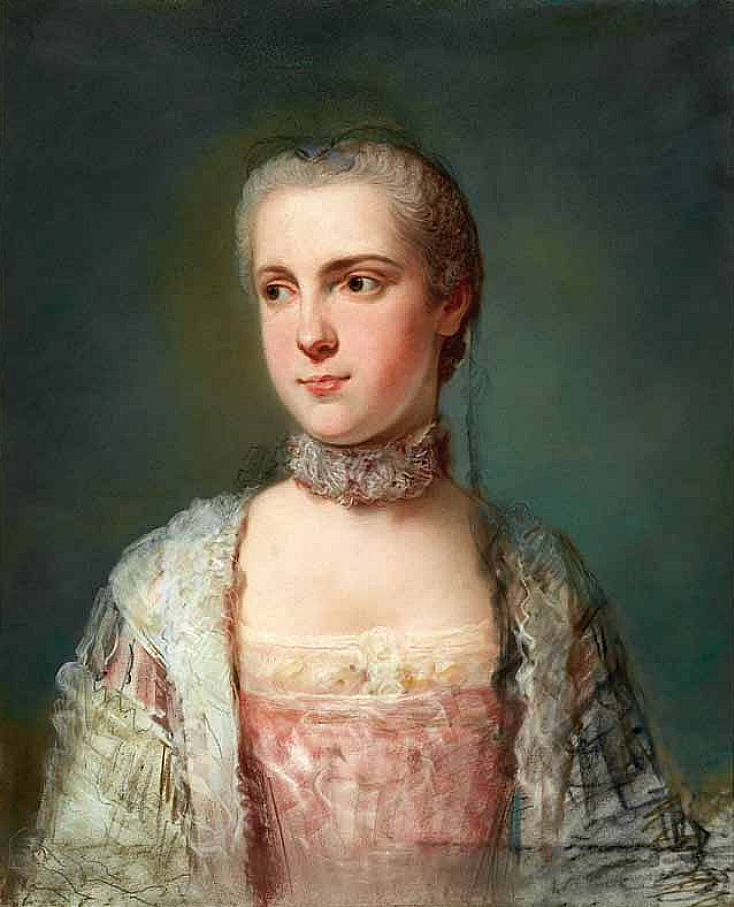
Isabel de Parma, por Jean-Étienne Liotard. Na Biblioteca Palatina, Parma.

Isabel era uma mulher muito inteligente e bem educada, especialmente interessada em filosofia, moralidade, música, história, física e metafísica. Ela também tinha inclinação artística, pintava, desenhava, cantava, tocava violino (algo raro mesmo entre os homens), e escrevia poemas e estudos. Ela também estudou mecânica, trabalhou em várias máquinas e gostava de praticar esportes. Em 1758, o historiador francês Pierre-Jean Grosley visitou Parma e descreveu Isabel como "uma das principais maravilhas" da cidade por causa de seu "talento marcante" em todas as "artes úteis e prazerosas" e seu "bom conhecimento do mundo". Freyermuth argumenta que as viagens que ela empreendeu quando criança e suas diversas experiências na Espanha, França, Parma e, mais tarde, Áustria estimularam seu desenvolvimento intelectual e suas habilidades de pensamento crítico.
Durante as negociações para seu casamento, observadores austríacos relataram que Isabel falava francês, espanhol, italiano e um pouco de latim, estudou ciências e mapas e acompanhou os movimentos militares na Terceira Guerra da Silésia em andamento na Áustria. Ela também começou a aprender alemão. Em um relatório encomendado por Maria Teresa, ela foi elogiada como "bela" e "gentil", "digna", mas nunca "afetada", chamando-a de "anjo de beleza e bondade". Ela gostava de ler, mas não "queria parecer uma sábia"; ela era capaz de expressar sua inteligência e conhecimento enquanto permanecia alinhada com as expectativas contemporâneas de comportamento feminino adequado. Os contemporâneos apreciavam que ela era "erudita" e de bom coração. Ela gostava de dançar em bailes, mas não de jogos de cartas, passeios a cavalo ou caça (todas as formas populares de entretenimento nas cortes reais europeias da época)  preferindo caminhadas rápidas como exercício físico. Inspirada pela sua avó, a rainha francesa Maria Leszczyńska, ela distribuiu grande parte dos seus rendimentos aos pobres.
Apesar de sua natureza tímida e reservada, Isabel era querida pela maioria das pessoas. Ela observava os outros conscientemente e analisava suas personalidades, pontos fortes e fracos para construir um bom relacionamento com eles. Quando sua melhor amiga e possível amante sexual, a arquiduquesa Maria Cristina, escreveu uma descrição de Isabella, ela escreveu uma descrição de Isabel, ela mencionou ser tendenciosa em favor daqueles que ela amava e mudar suas opiniões com relutância entre seus traços negativos. Ela também afirmou que Isabel gostava de zombar das pessoas, mas que uma vez que ela alcançava seu objetivo e as aborrecia, ela ficava arrasada. Sua aparência física era o oposto da moda entre as damas nobres; tinha pele morena e cabelos curtos, mas mesmo assim era considerada bonita.

### Saúde mental
Isabel era melancólica, como era conhecida a depressão no século XVIII. Apesar de sua habitual vivacidade e amor aos esportes, ela teve períodos súbitos de incapacidade de se mover e sentar em seu lugar olhando para a frente. Ursula Tamussino sugeriu que sua depressão era hereditária, já que seus dois avós (Filipe V da Espanha e Luís XV da França) sofriam da mesma doença. Sobrecarregada por seu casamento, gravidezes difíceis e desejos homossexuais, ela experimentou ideação suicida. Ela admitiu para Mimi que sentiria "grande tentação" em cometer suicídio se não fosse proibido pela igreja. Como razões para isso, ela listou que sentia que não prestava para nada, só fazia coisas ruins e não via caminho para sua salvação. Em 1763, seu anseio pela morte chegou a tal ponto que ela declarou ter ouvido uma voz dizendo-lhe que o fim está próximo, o que a colocou em um "humor suave, tranquilo, festivo", a encorajou a fazer qualquer coisa e deu ela um  "poder misterioso sobre [ela mesma]".

## Representações culturais
Isabel de Parma foi interpretada pela atriz Daria Damar no filme para televisão Irinka (1968). No filme para televisão alemão Maria Theresia (1980) ela é interpretada pela atriz Beatrice Wippinger. Na minisérie de televisão alemã Maria Theresia (2017–2021) Isabel foi interpretada pela atriz eslovena Jana Kvantiková.

## Obras
Isabel deixou vários escritos da época de seu casamento. Neles, ela analisou sua vida e o mundo ao seu redor. Seu primeiro trabalho sobrevivente, Remarques politiques et militaires (Observações políticas e militares) é datado de 1758, quando ela tinha dezessete anos. Ela escreveu uma autobiografia intitulada Les Aventures de l'étourderie (As Aventuras da imprudência). Em suas Méditations chrétiennes (Reflexões cristãs), que foi publicado por ordem de Maria Teresa em 1764, ela contemplou questões religiosas e a morte de uma perspectiva católica. Ela estava planejando um estudo mais longo intitulado Tratado histórico sobre costumes, mas só conseguiu escrever sua primeira parte, sobre os (antigos egípcios) antes de sua morte. Em uma dissertação mais curta, ela resumiu os esforços da corte vienense para juntar a monarquia dos Habsburgos ao comércio mundial.

### Réflexions sur l'éducation

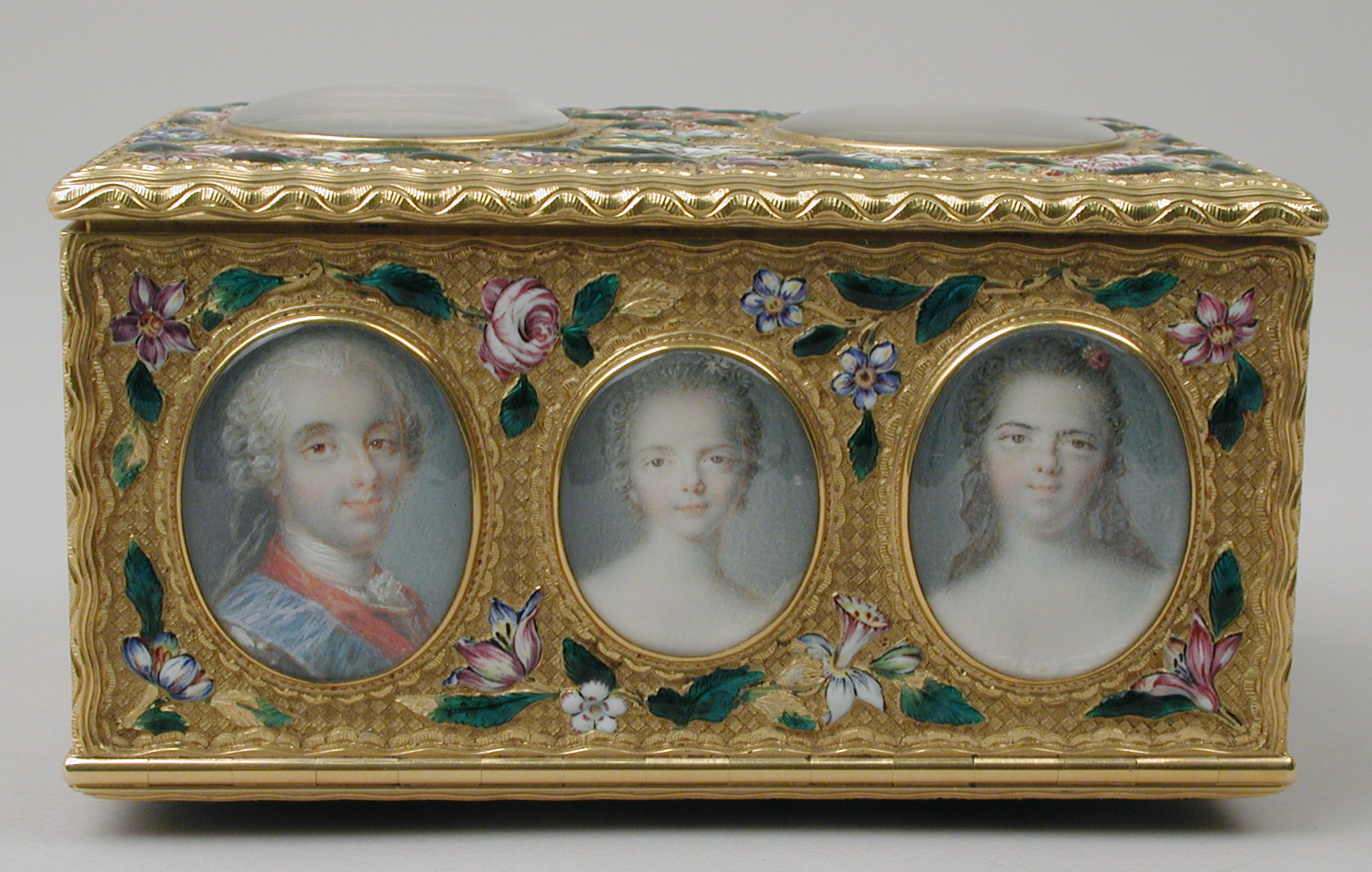
Caixa de rapé retratando Isabel (centro) com seus pais, os quais ela condenou veladamente a educação entregue (com castigos físicos).

Em Réflexions sur l'éducation (Reflexões sobre Educação) Isabel rejeita a educação contemporânea de crianças de classe alta e uma condenação velada de seus próprios pais e dos professores que eles contrataram, especialmente os tutores abusivos de seu irmão Fernando. Ela encarregou os pais de total responsabilidade sobre seus filhos, chamando aqueles que permitem que estranhos criem seus filhos de "preguiçosos, indiferentes e fracos".
Ela rejeitou o autoritarismo e o castigo corporal,] pois acreditava que eles tornavam as crianças "violentas, teimosas e duras" imediatamente e na idade adulta. Ela argumentou que restrições inexplicáveis e punições severas privavam as crianças da experiência de "cumprir seus deveres de boa vontade". Seu único exemplo comportamental seria então a "violência" (como foi o caso de seu irmão). Ela acreditava que as crianças tinham "boa vontade e confiança" inerentes, mas aquelas criadas com autoridade aprenderiam a agir por um "medo servil de humilhação". Na opinião de Isabel, abusar da autoridade parental leva as crianças a pensarem em si mesmas como "escravas" e se tornarem "insensíveis e zombeteiras" para lidar com sua baixa autoestima.
Ela considerava o castigo corporal (que seus pais haviam adotado) fútil e perigoso, uma forma de disciplina originada em "corações endurecidos" e "sentimentos humildes", baseada na "falsa crença" de que os humanos "não são melhores que os animais" e não podem ser persuadidos pela razão. Para ela, a violência contra crianças mostrava a falta de "compreensão" e talento pedagógico do adulto. Pintando um retrato anônimo de seu irmão, ela concluiu que as surras inspiravam "ódio", desonestidade e um desejo de "vingança" nas crianças. Em vez desses métodos, ela defendia a gentileza, "quase desconhecida", pois era considerada uma "fraqueza, uma falha de firmeza e razão".

### Sur le sort des princesses

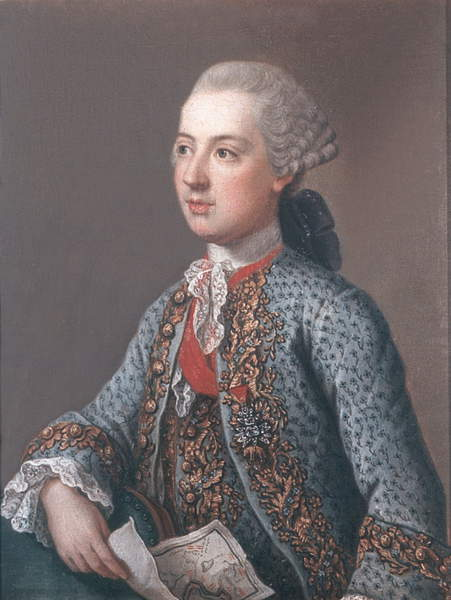
Arquiduque José da Áustria, marido de Isabel, por Jean-Étienne Liotard, em 1762.

No estudo Sur le sort des princesses (Sobre o destino das princesas), Isabel escreveu que uma princesa era a "vítima das políticas infelizes de um ministro", sacrificada pelo suposto bem público. Ela criticou a ideia de aliar países por meio de casamentos, argumentando que isso não pode levar a uma aliança duradoura. Ela concluiu dizendo que uma princesa pode ser capaz de tornar sua "triste situação" "invejável" invocando a vontade de Deus e servindo a Ele.

O que pode esperar a filha de um grande príncipe? [...] Já ao nascer ela é escrava dos preconceitos do povo; ela nasce apenas para ser submetida a essa confusão de honrarias, a essa etiqueta ligada à grandeza. [...] Sua posição a priva de conhecer [aqueles] por quem ela está cercada. [...] A posição que ela ostenta, longe de lhe trazer a menor vantagem, a priva do maior prazer da vida. [...] [O]brigada a viver no mundo, ela dificilmente tem conhecidos ou amigos. [...]
Isso não é tudo. No final, eles querem casá-la. Ela está, portanto, condenada a deixar tudo para trás, sua família, sua terra natal e por quem? Por um estranho, por uma pessoa cujo caráter e modo de pensar ela não conhece, por uma família que talvez apenas a olhe com ciúmes, mas no melhor dos casos com suspeita.

Arquiduquesa Isabel da Áustria, em Sobre o destino das princesas

### Traité sur les hommes
Isabel escreveu um artigo crítico examinando o status e o comportamento dos homens na sociedade europeia contemporânea patriarcal, intitulado Traité sur les hommes (Tratado sobre os Homens). Ela argumentou que as mulheres eram tão boas e capazes intelectualmente quanto os homens, talvez até melhores, e zombou do sexo masculino. Com humor, ela descreveu os homens como "animais inúteis" que só existem para "fazer coisas ruins", "ser impacientes e criar confusão". Com base em suas experiências e talvez em sua opinião sobre seu marido, ela concluiu que os homens eram "privados de sentimentos, [e] só amavam a si mesmos". Em sua opinião, um homem nasce para pensar, mas em vez disso passa sua vida "'com entretenimento, gritando, brincando de heróis, correndo para cima e para baixo, em outras palavras, não fazendo nada além do que lisonjeia sua vaidade ou não exige que ele pense"". Ela resumiu por que, em sua opinião, os homens estavam, no entanto, acima das mulheres na sociedade: para que suas "'falhas pudessem fazer as virtudes [das mulheres] brilharem mais", para se tornarem melhores a cada dia e "para serem suportadas no mundo, do qual, se não tivessem todo o poder em suas mãos, seriam exiladas inteiramente". Isabel concluiu que a "'escravidão" das mulheres é causada pelos homens sentirem que as mulheres são superiores a eles.

### Conseils à Marie
Isabell escreveu uma longa carta para sua cunhada e possível amante sexual, a arquiduquesa Maria Cristina, conhecida como Mimi como parte de seus preparativos para a morte. O Conseils à Marie (Conselho para Maria) consiste em descrições de seus familiares e maneiras de nutrir um bom relacionamento com eles. Em sua opinião, seu marido "não era primariamente emocional" e via expressões usuais de amor, como termos de carinho ou abraços, como bajulação ou hipocrisia. Ela descreveu seu sogro, o imperador Francisco, como um homem "honrado e de bom coração" e um "amigo confiável e verdadeiro", mas alguém que é propenso a ouvir maus conselheiros. Sobre a imperatriz Maria Teresa, ela escreveu que "'uma espécie de desconfiança e aparente frieza" está misturada em seu amor por seus filhos. Ela afirmou que sua morte não será uma grande perda para sua sogra, mas, no entanto, causará dor a ela e que ela "transferirá toda a amizade que sente por [Isabel] para [Maria]".

## Descendência
Isabel teve quatro gestações conhecidas durante os três anos de seu casamento. Duas delas terminaram em abortos espontâneos e duas produziram filhas, das quais apenas uma sobreviveu à infância e nenhuma delas viveu até a idade adulta. Isabel não gostava de estar grávida e temia por sua vida.
| Nome                      | Nascimento             | Morte                  | Observações                                                                |
| ------------------------- | ---------------------- | ---------------------- | -------------------------------------------------------------------------- |
| Maria Teresa da Áustria   | 20 de março de 1762    | 23 de janeiro de 1770  | Morreu aos 7 anos de pleurisia.                                            |
| Aborto espontâneo         | agosto de 1762         | agosto de 1762         |                                                                            |
| Aborto espontâneo         | janeiro de 1763        | janeiro de 1763        |                                                                            |
| Maria Cristina da Áustria | 22 de novembro de 1763 | 22 de novembro de 1763 | Nasceu prematura aos três meses e morreu pouco tempo depois do nascimento. |